# Push-IMAP
Het Push-IMAP protocol (P-IMAP of Push extensions for the IMAP protocol) is gebaseerd op de IMAPv4 Rev1 (RFC 3501), maar bevat een aantal verbeteringen in een mobiele omgeving.  Het is ontwikkeld door Oracle en andere partners, en is doorgestuurd aan Lemonade Profile, een IETF werkgroep.  Push IMAP is niet opgenomen in de Lemonade Profile (RFC 4550).
Het protocol is ontwikkeld om een veilige manier van communiceren te ondersteunen bij het automatisch communiceren van nieuwe (e-mail) berichten tussen de server en een mobiel toestel zoals een PDA of een Smartphone.  Het zou tijd en moeite moeten verminderen bij de synchronisatie tussen de twee (door gebruik te maken van een bestaande verbinding die open wordt gehouden door een soort van 'hartslag'/idle commando).
Het P-IMAP protocol probeert zo weinig mogelijk bandbreedte te gebruiken door compressie en macro's te gebruiken.  Push-IMAP heeft een mechanisme om e-mail te versturen, afgeleid van (maar niet identiek aan) SMTP.  Hierdoor kunnen de clients 'rich e-mail' ontvangen op een enkelvoudige verbinding.
Push-IMAP (of P-IMAP) wordt weleens foutief aangezien als een alternatief op het IMAP IDLE commando (RFC 2177),  IDLE is hier niet de enige manier om de client van een nieuw bericht te waarschuwen.  De andere mogelijkheden om de client op de hoogte te brengen is sms en Wap Push.